# Russia del Futuro
Il Partito Democratico del Progresso - Russia del Futuro (in russo: Демократическая Партия Прогресса - Россия Будущего) è un partito politico russo attualmente fuorilegge nella Federazione Russa, fondato dall'attivista Aleksej Naval'nyj il 19 maggio 2018, come successore del Partito del progresso. La formazione è schierata in forte opposizione al presidente russo Vladimir Putin e al partito di governo Russia Unita.
RF è un partito liberale filo-occidentale,  nazionalista liberale, europeista e democratico.
Alla sessione costitutiva del partito hanno partecipato 124 delegati provenienti da 60 regioni della Russia. Il partito ha un comitato centrale di sette membri invece di un presidente. Il partito non era registrato dal Ministero della giustizia.
Secondo l'istituto sociologico Levada Center, l'atteggiamento del 17% dei russi nei confronti di Putin è peggiorato dopo l'indagine di Naval'nyj sul suo palazzo segreto.
Tra il gennaio e aprile 2021, il partito ha organizzato proteste di massa in Russia contro Vladimir Putin, «Liberate Naval'nyj».
Il 26 aprile 2021, il tribunale amministrativo di Mosca dichiara il partito "organizzazione estremista". Il 29 aprile, Leonid Volkov annuncia la chiusura degli uffici regionali del partito. Il giorno successivo, l'agenzia di monitoraggio finanziario, Rosfinmonitoring, ha aggiunto il partito all'elenco delle organizzazioni "terroristiche ed estremiste". I dirigenti del partito hanno continuato l'attività politica dopo la morte in carcere di Naval'nyj tramite la Fondazione Anti-corruzione e l'organizzazione Navalny Headquarters, illegali in Russia, e sono quasi tutti in esilio.

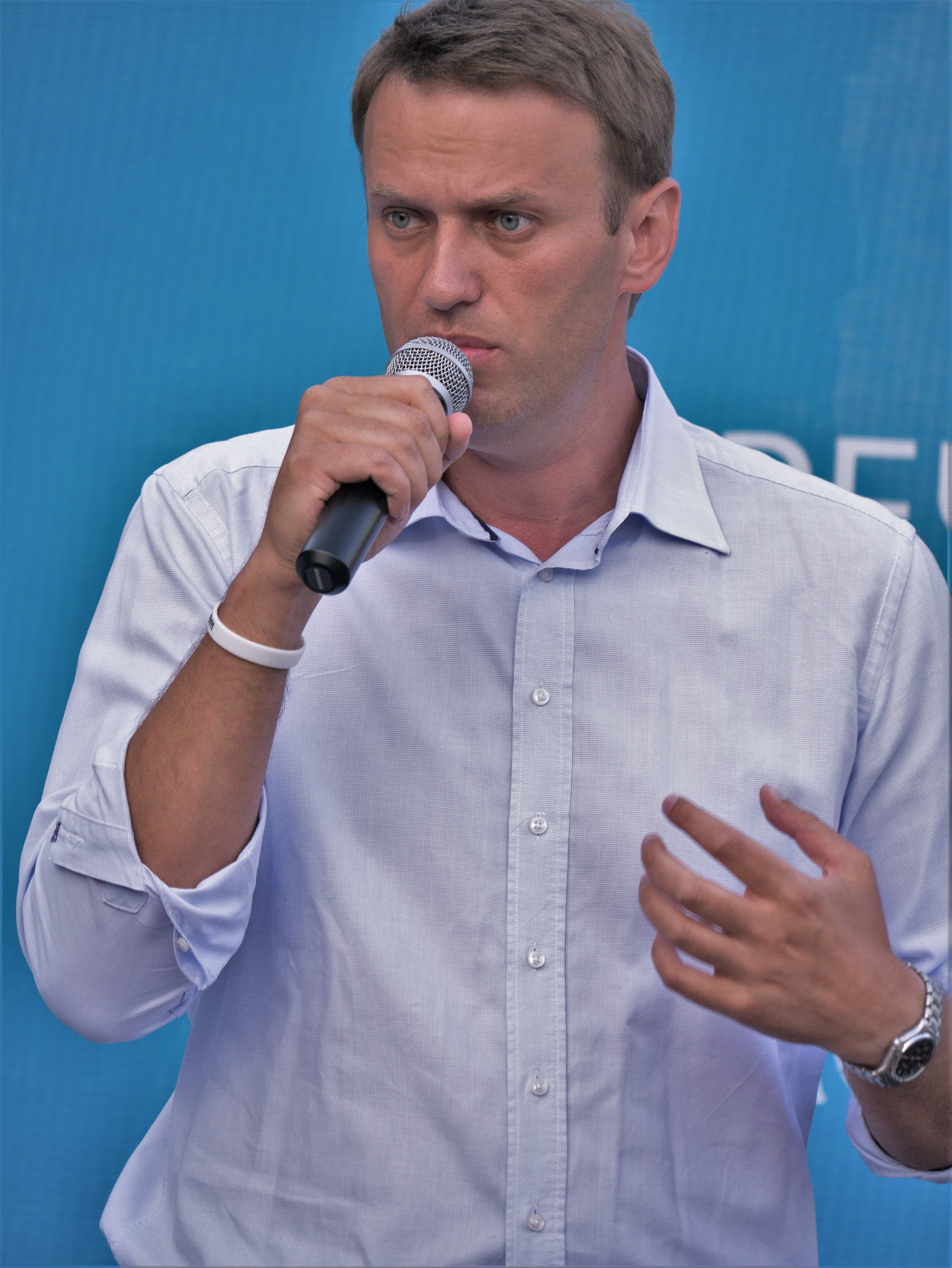
Aleksej Naval'nyj, leader del partito "Russia del Futuro"

## Ideologia politica
Il partito si auto-definisce nazional-democratico e liberale e in particolare punta contro la corruzione e la politica estera del governo.
Nel febbraio 2011, in un'intervista con la stazione radio finam.fm, il leader del partito Naval'nyj ha definito il partito di governo russo, Russia Unita, un partito di truffatori e ladri. Nel maggio 2011, il governo russo ha avviato un'indagine penale su Navalny, ampiamente descritta nei media occidentali come "vendetta", e dallo stesso Navalny come "un'invenzione dei servizi di sicurezza". Nel frattempo, "truffatori, assassini e ladri" è diventato un soprannome popolare del partito di governo.
In occasione delle elezioni comunali a Mosca del 2013 Naval'nyj, candidato alla carica di sindaco, ottiene il 27,24% dei voti, contro il 51,37% di Sergej Sobjanin, indipendente sostenuto da Russia Unita.
Nel marzo 2014, dopo l'occupazione russa della Crimea, il partito ha sollecitato ulteriori sanzioni contro funzionari e uomini d'affari legati a Putin. Quando gli è stato chiesto se avrebbe restituito la Crimea all'Ucraina ha detto che sarebbe stato necessario tenere un "referendum normale".
Nel 2015, Naval'nyj dichiarò che il governo di Putin dovrebbe smettere di "sponsorizzare la guerra" nel Donbass, sottolineando che le forze armate dovrebbero essere immediatamente richiamate a casa.
Il partito inoltre ha fortemente criticato le politiche del governo verso l'Ucraina: "A Putin piace parlare del mondo russo ma in realtà lo sta rimpicciolendo. In Bielorussia e Ucraina per colpa sua ora ci odiano. In Ucraina ora non ci sono politici che non abbiano posizioni anti-russe. Essere anti-russi è la chiave del successo ora in Ucraina, e questa è colpa nostra".
Nel 2016, il partito si è espresso contro l'intervento russo nella guerra civile siriana, ritenendo che ci siano problemi interni in Russia che devono essere affrontati piuttosto che essere coinvolti in guerre straniere.
Nel 2017, Leonid Volkov, presidente del Comitato Centrale del partito, ha affermato che la squadra di Navalny sostiene la legalizzazione del matrimonio tra persone dello stesso sesso.
Nel 2018, dopo l'istituzione della Chiesa ortodossa ucraina, un evento etichettato come la fine di oltre tre secoli di controllo spirituale e temporale russo della fede dominante in Ucraina, Navalny ha twittato: "Ciò che ci sono voluti secoli per creare è stato distrutto da Putin e i suoi idioti in quattro anni ... Putin è il nemico del mondo russo ".
Nel giugno 2020, Naval'nyj ha parlato a sostegno delle proteste di Black Lives Matter contro il razzismo.
Nel luglio 2020, Naval'nyj ha espresso il suo sostegno alle proteste a Chabarovsk e in altre città dell'Estremo Oriente russo e della Siberia. Ha detto che "Putin personalmente - e i tirapiedi di Putin che gestiscono l'Estremo Oriente - odiano la regione di Chabarovsk e i suoi abitanti perché ripetutamente perdono elezioni lì".
Il 20 febbraio 2023, sul sito del partito esce un articolo in cui Naval'nyj ha condannato Putin per aver "distrutto" il futuro della Russia "solo per far sembrare il paese più grande sulla mappa" e ha affermato che la Russia deve porre fine all'occupazione dell'Ucraina e riconoscere i confini dell'Ucraina così come sono stati stabiliti nel 1991 dopo la dissoluzione dell'Unione Sovietica. Naval'nyj ha anche affermato che la Russia dovrebbe pagare le riparazioni postbelliche all’Ucraina e ha chiesto un’indagine internazionale sui crimini di guerra, affermando: “Decine di migliaia di ucraini innocenti sono stati assassinati e dolore e sofferenza hanno colpito altri milioni di persone”. Dopo la morte di Naval'nyj in prigione nel 2024, la moglie Julija Naval'naja ha annunciato di voler continuare l'attività politica del marito.

## Organizzazioni

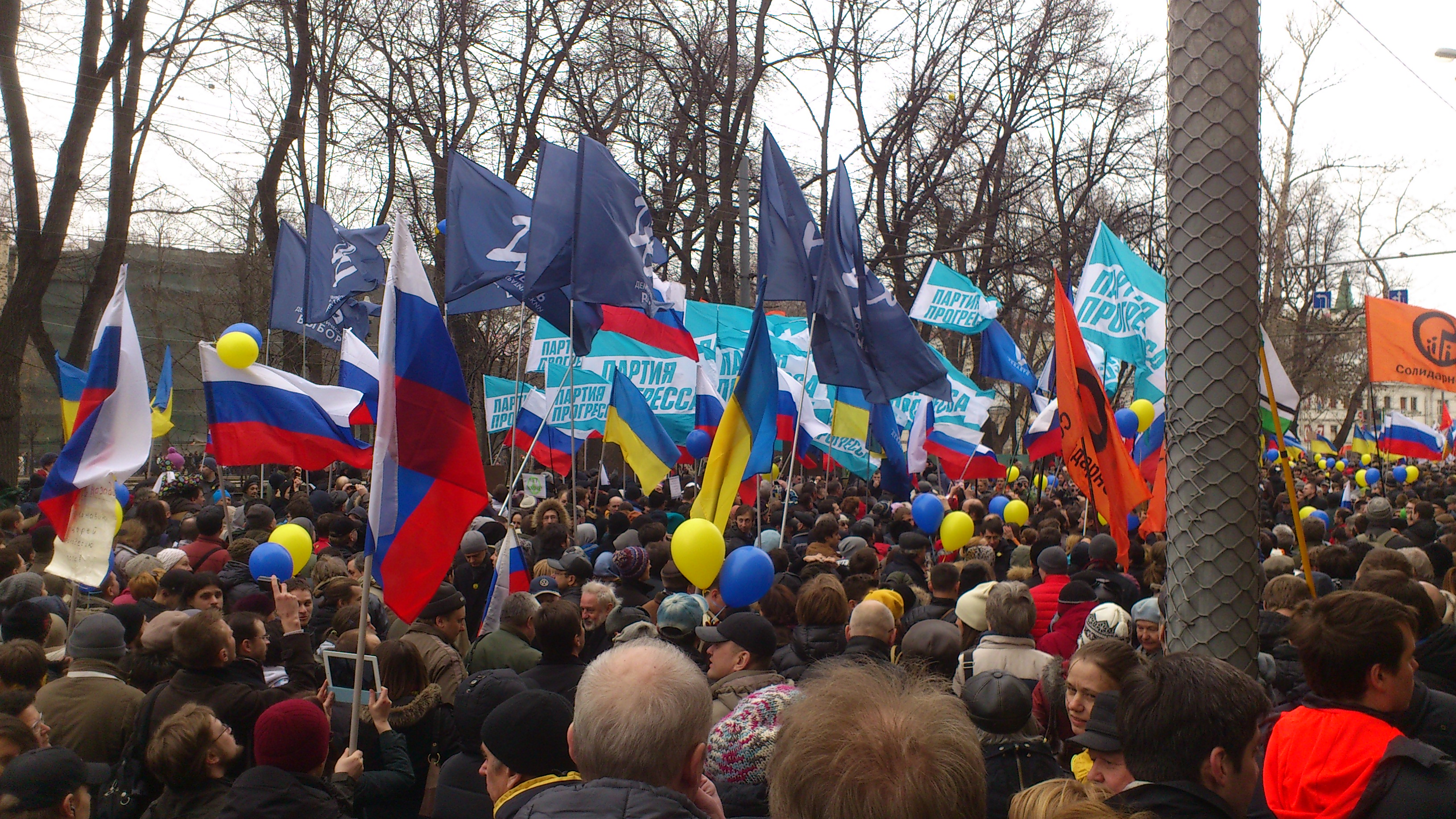
Mosca: manifestazione organizzata dal partito contro la censura e l'annessione della Crimea (15 marzo 2014)

- Fondazione Anti-corruzione, fondazione non commerciale e organizzazione investigativa sulla corruzione tra gli alti funzionari russi, fondata nel 2011 da Aleksej Naval'nyj

## Membri noti
- Aleksej Naval'nyj, leader del partito, blogger di opposizione e attivista anti-corruzione
- Marija Pevčich, attuale segretario del Comitato Centrale del partito
- Ljubov' Sobol', attivista anti-corruzione, avvocato della Fondazione Anti-corruzione
- Tumso Abdurachmanov, blogger e dissidente ceceno
- Leonid Volkov, fondatore ed ex segretario del Comitato Centrale del partito
- Julija Naval'naja, moglie e assistente del leader Aleksej Naval'nyj
- Ivan Ždanov, direttore della Fondazione Anti-corruzione
- Vladimir Milov, attivista russo, ex Vice-ministro dell'Economia della Federazione Russa
- Sergej Bojko, deputato del Consiglio di Novosibirsk
- Kira Jarmyš, portavoce di Naval'nyj
- Lilija Čanyševa, collaboratrice di Naval'nyj
- Ksenija Fadeeva, coordinatrice del partito di Tomsk e deputata della Duma municipale locale